# بخش پاتانکوت
بخش پاتانکوت یا پتهان‌کوت (به انگلیسی: Pathankot district) یک بخش در هند است که در پنجاب واقع شده‌است. بخش پاتانکوت ۹۲۹ کیلومتر مربع مساحت و ۶۲۶٬۱۵۴ نفر جمعیت دارد.